# Płociczno koło Suwałk
Płociczno koło Suwałk – kolejowy przystanek osobowy w Plocicznie-Osiedlu, w gminie Suwałki, w województwie podlaskim, w Polsce. Według klasyfikacji PKP ma kategorię dworca regionalnego.
W 1916 roku Niemcy zbudowali bocznicę z linii normalnotorowej z Płociczna do tartaku w Płocicznie, gdzie miała połączenie z leśną koleją wąskotorową.

## Ruch pasażerski
| Rok  | Wymiana pasażerska na dobę |
| ---- | -------------------------- |
| 2017 | 0-9                        |
| 2022 | 0-9                        |